# Meinolf Finke
Meinolf Finke (Arnsberg, 14 augustus 1963) is een Duitse schrijver van korte verhalen en poëzie.

## Leven en werk
Meinolf Finke werd geboren in 1963 in Arnsberg, Westfalen. Na het behalen van de middelbare school Laurentianum Arnsberg, gevolgd door militaire dienst en opleiding tot bankbediende In 1987 studeerde hij bedrijfskunde aan de Otto-Friedrich-universiteit Bamberg, die hij in 1992 afrondde met de academische graad van Diplom-Kaufmann. De studies werden gevolgd door taalverblijf in Frankrijk en Italië. Sinds 1993 is hij in het Rijnland werkzaam op het gebied van belastingadvies en Audit.
Naast zijn professionele activiteit in de commerciële sector, ontwikkelde Finke zijn talent in het schrijversgilde, bij voorkeur in de poëzie. Zijn eerste publicatie dateert van 2006, toen hij met gedichten werd vertegenwoordigd in de poëziebloemlezing "Die Jahreszeiten der Liebe". In maart 2014 verscheen zijn eerste gedichtenbundel, Zauberwelten, in de serie 100 Poems van Martin Werhand Verlag. Zijn tweede poëziepublicatie volgde in november 2015 onder de titel Lichtgestöber in de reeks 100 Sonettes van dezelfde uitgeverij. Zijn derde dichtbundel verscheen in december 2016 in de poëziereeks 50 Sonettes getiteld Wintersonne. Een andere Finke-titel in de poëziereeks 50 Sonettes verscheen in september 2017 onder de titel Goldregenzeiten. In december 2019 verscheen een best-of-bundel met de gedichten van Finke in de reeks 250 gedichten in de MWV getiteld Blütenlese. Meinolf Finke's poëzie wordt gekenmerkt door klassieke, overwegend romantische poëzie, en daarom schrijft hij vaak in de traditionele sonnetstijl van August von Platen.
Meinolf Finke woont en werkt in Bonn, Noordrijn-Westfalen.

## Publicaties (selectie)

### Boeken
- Zauberwelten. 100 Gedichte. Martin Werhand Verlag, Melsbach 2014, 190 blz. ISBN 978-3-943910-03-2.
- Lichtgestöber. 100 Sonette. Martin Werhand Verlag, Melsbach 2015, 164 blz. ISBN 978-3-943910-04-9.
- Wintersonne. 50 Sonette. Martin Werhand Verlag, Melsbach 2016, 120 blz. ISBN 978-3-943910-34-6.
- Goldregenzeit. 50 Sonette. Martin Werhand Verlag, Melsbach 2017, 120 blz. ISBN 978-3-943910-59-9.
- Blütenlese. 250 Gedichte. Martin Werhand Verlag, Melsbach 2019, 302 blz. ISBN 978-3-943910-37-7.

### Bloemlezingen
- Die Jahreszeiten der Liebe. Lyrik-Anthologie, Martin Werhand Verlag, Melsbach 2006, 480 blz. ISBN 3-9806390-4-5.